# Philisca accentifera
Philisca accentifera is een spinnensoort in de taxonomische indeling van de buisspinnen (Anyphaenidae).
Het dier behoort tot het geslacht Philisca. De wetenschappelijke naam van de soort werd voor het eerst geldig gepubliceerd in 1904 door Eugène Simon.